# Sambuco, Piemonte
Sambuco är en ort och kommun i provinsen Cuneo i regionen Piemonte i Italien. Kommunen hade 87 invånare (2018).